# لايجيا ماري
لايجيا ماري (باللاتينية: Ligeia Mare) هي بحيرة في المنطقة القطبية الشمالية لتيتان، أكبر أقمار زحل. هي أكبر ثاني جسم سائل معروف على تيتان بعد كراكن ماري. وأكبر من بحيرة سوپيريور على الأرض، وهي تتكون في معظمها من الميثان السائل، مع مكونات غير معروفة ولكن بكمية أقل من النيتروجين والإيثان المُسالين، بالإضافة إلى مُركبات عضوية آخرى. وهي تقع في 78° N, 249° W، تم تصويرها بالكامل من قِبل المسبار كاسيني. قياساتها تبلغ طولًا وعرضًا حوالي 420 كم (260 ميل) مع 350 كم (217 ميل)، ولها مساحة 126,000 كم2، وشاطئ يصل طوله إلى أكثر من 2000 كم (1240 ميل). البحيرة قد تكون متصلة بكراكن ماري الأكبر منها. وهي تحمل نفس الاسم لايجيا، وهي واحدة من السيرينات في الميثولوجيا الإغريقية.

## وصلات خارجية
- Labelled map of the liquid bodies in the north polar region of Titan